# پروستش (ناحیه پلهریموف)
پروستش (به چکی: Proseč) یک منطقهٔ مسکونی در جمهوری چک است که در ناحیه پلهریموو واقع شده‌است. پروستش ۳٫۸۲ کیلومتر مربع مساحت و ۷۹ نفر جمعیت دارد و ۵۸۱ متر بالاتر از سطح دریا واقع شده‌است.